# Mirabel (Quebec)

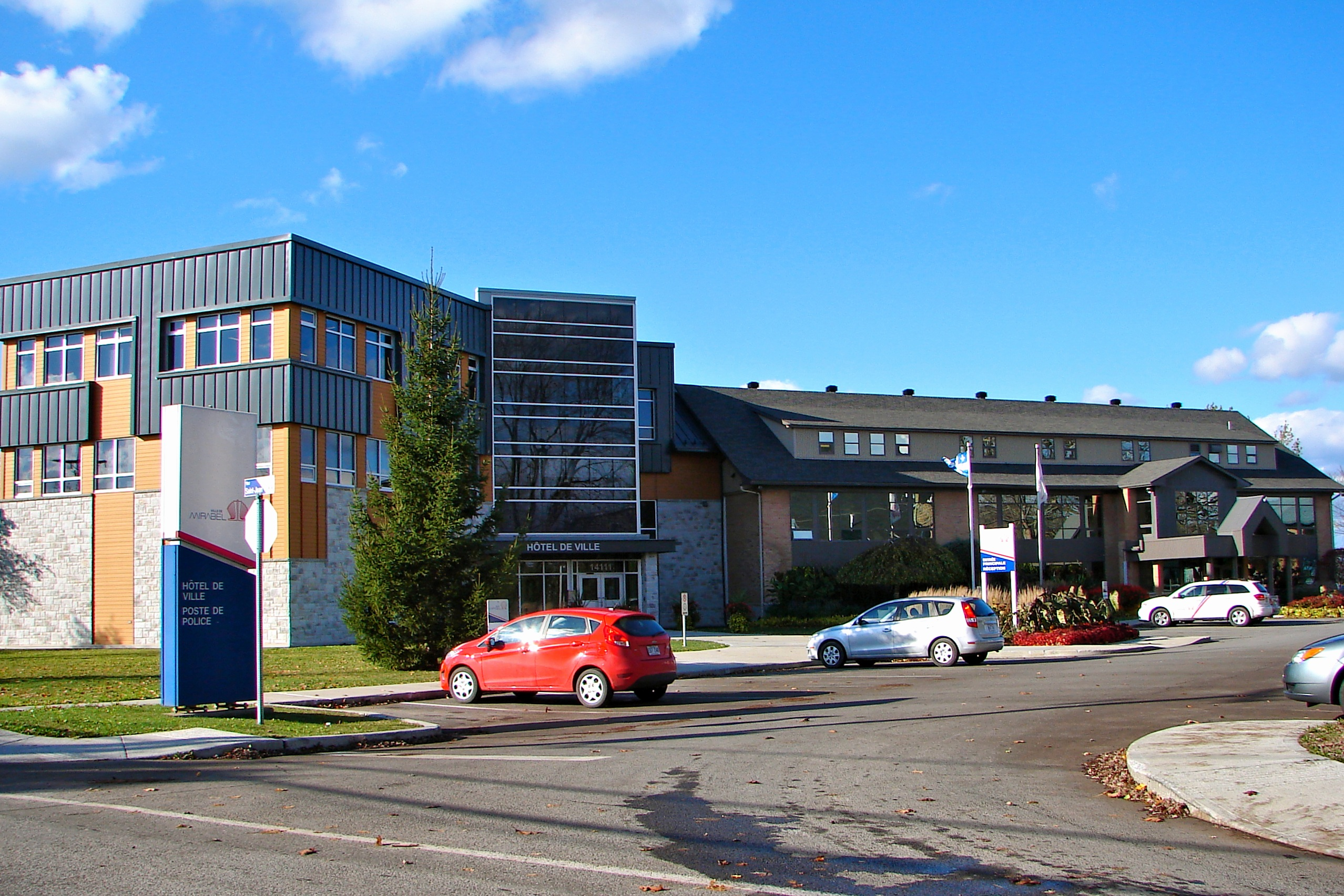
Paços do concelho

Mirabel é uma cidade do Canadá, localizada na província de Quebec, e parte da região metropolitana de Montreal. Sua população é de 27 330 habitantes (segundo o censo nacional de 2001). A cidade possui um aeroporto internacional, o Aeroporto Internacional de Mirabel.

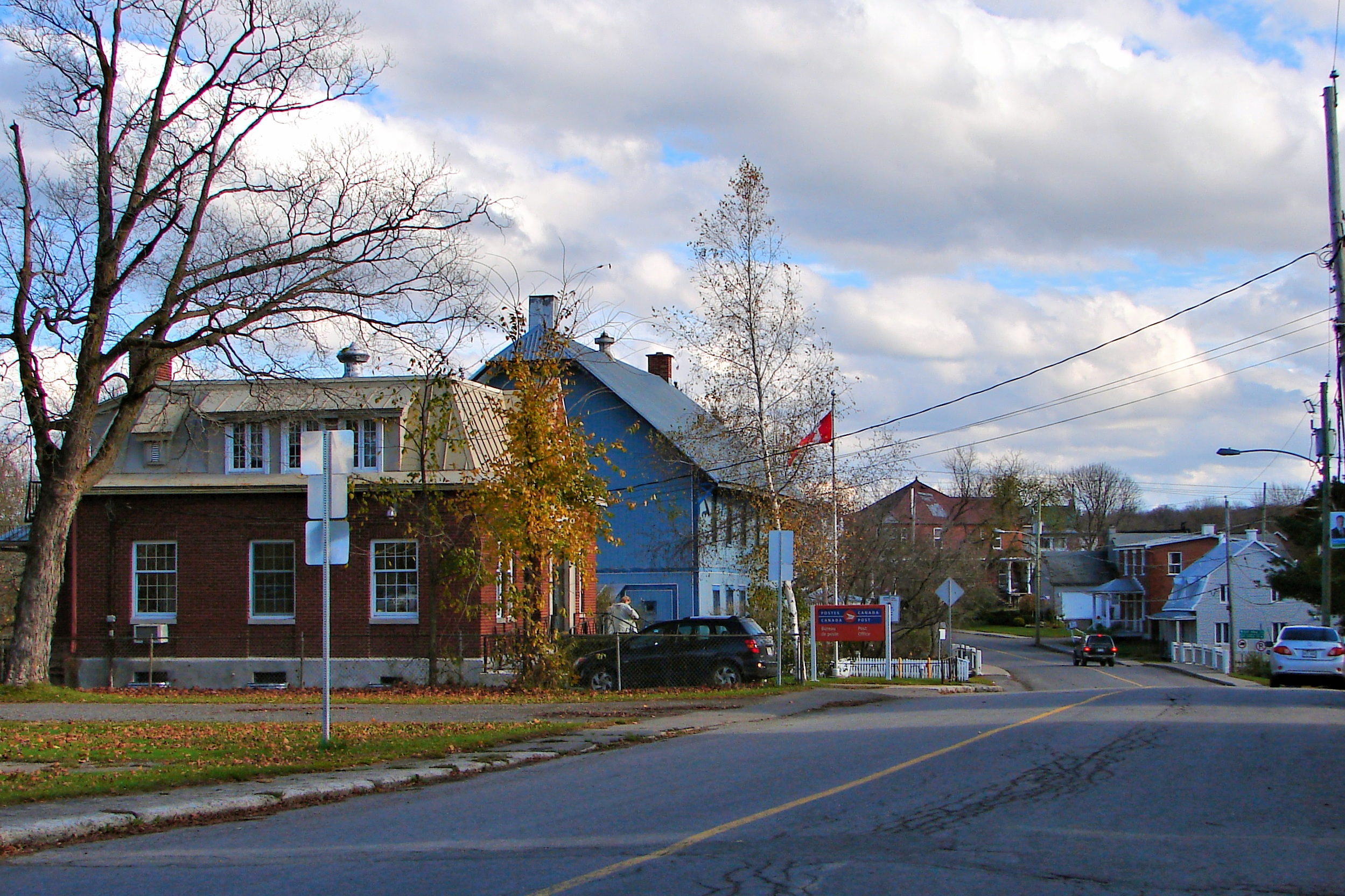
St-Scholastique
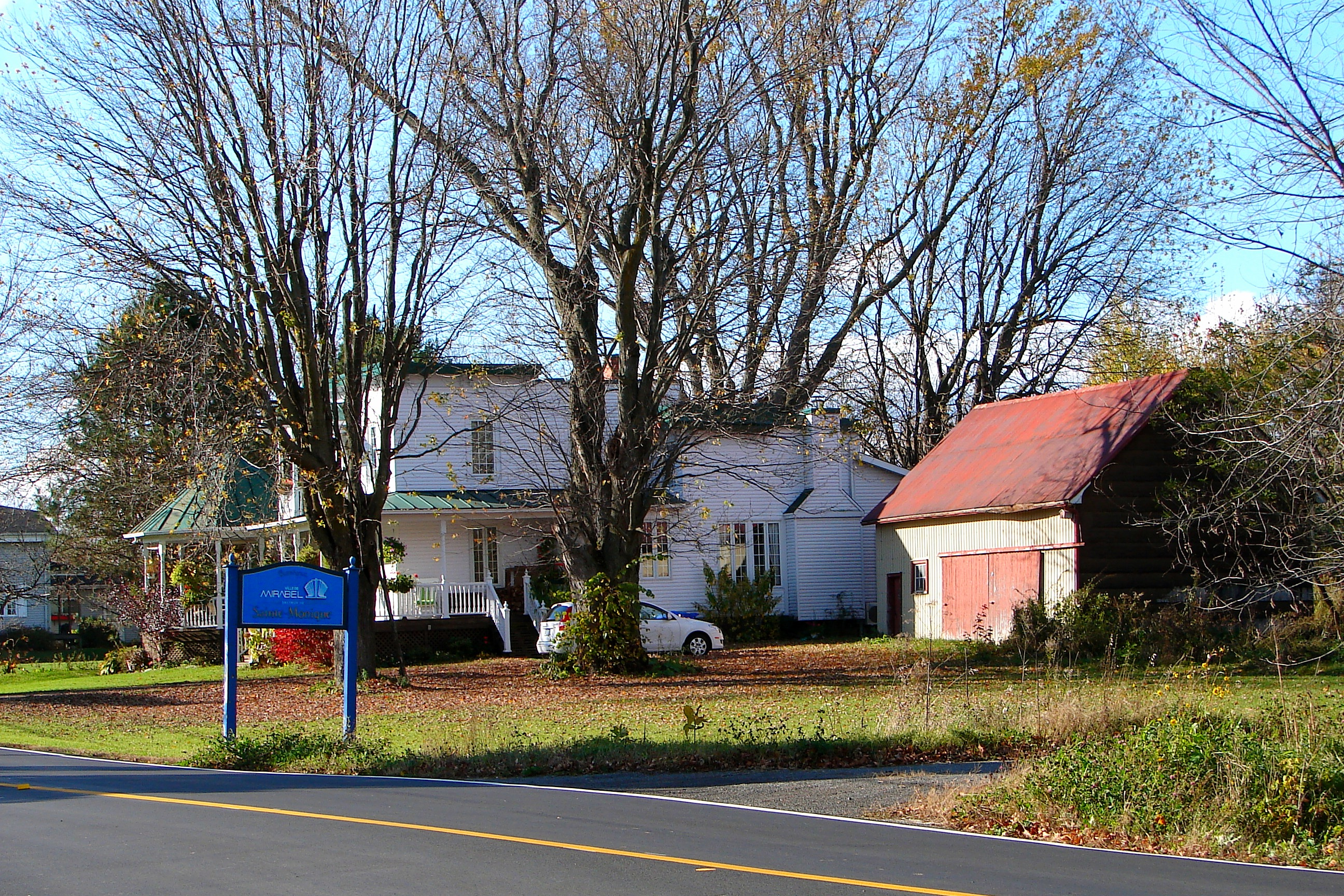
Ste-Monique

## Cidades irmãs
- Châlons-en-Champagne, (France)